# Tumba sin nombre
Un significado acertado de la frase tumba sin nombre es el de una tumba consignada al olvido, es decir un final ignominioso.
Una lápida es una señal de respeto y cariño, erigido con la intención de conmemorar y recordar a una persona. Históricamente, las tumbas sin nombre en un sentido intencional se realiza por razones económicas por las familias que son demasiado pobres para pagar una lápida, aunque en tiempos más recientes esto se ha evitado en parte debido a que el nivel de vida en la mayoría de los países han mejorado y ya incluso en los casos donde las familias aún no pueden permitirse una lápida, son generalmente donados por un amigo de la familia u otra organización de caridad. El luchador profesional Sylvester Ritter, más conocido como el Junkyard Dog, es un ejemplo reciente de una tumba sin lápida.
Incluso cuando se pierden los restos de una persona, puede ser erigido un cenotafio. Esto es lo que sucedió con el comediante John Belushi. La lápida en su tumba del cementerio del Viñedo de Martha se retiró y se trasladó después de que los operadores del cementerio encontraran muchos signos de vandalismo y alboroto, donde su cuerpo descansa. Un cenotafio se erigió en una tumba vacía cercana para desviar a los visitantes irrespetuosos, dejando su lugar de descanso real sin marcar. Otra lápida fue erigida por su familia en una zona del cementerio de Chicago en el terreno de la familia Belushi, donde sus padres están enterrados. Del mismo modo, cuando la lápida de H. P. Lovecraft fue robada en Providence Rhod Island, se construyó una lápida de reemplazo en un lugar diferente.

## Criminales
Por el contrario, una tumba deliberadamente sin marcar significa desdén y desprecio. La intención subyacente de algunas tumbas anónimas puede ser que la persona enterrada no sea digna de recuerdo y por lo tanto debe ser completamente ignorada y olvidada, por ejemplo, Heinrich Himmler, Jimmy Savile.
Las fosas comunes han sido utilizados para enterrar a los criminales ejecutados. Más recientemente, la práctica ha sido cremar y esparcir secretamente las cenizas del criminal notorio en un lugar anónimo. Este fue el destino de los criminales de guerra nazis como Hermann Göring, Fritz Sauckel, Julius Streicher y Adolf Eichmann. Los restos de los asesinos en serie británicos Myra Hindley y el Dr. Harold Shipman se trataron de la misma manera. Esto tiene el efecto adicional de eliminar toda posibilidad de que exista una tumba para visitar en el futuro.
- Datos: Q567603